# Hottentottafüge
A hottentottafüge (Carpobrotus edulis) a szegfűvirágúak (Caryophyllales) rendjébe, ezen belül a kristályvirágfélék (Aizoaceae) családjába tartozó faj.
A mai nemzetségének a típusfaja, azonban korábban a Mesembryanthemum-ok közé tartozott Mesembryanthemum edule név alatt.

## Előfordulása
A hottentottafüge eredeti előfordulási területe a Dél-afrikai Köztársaság. Az ember a világ számos részére betelepítette, azonban itt ez a növény hamarosan inváziós fajjá vált. A hottentottafüge által birtokba vett területek a következők: Ausztrália nyugati és déli részei, beleértve Tasmaniát is, Florida és Észak-Amerika nyugati partja Oregontól egészen Északnyugat-Mexikóig, Dél-Amerika több térsége, de főleg Argentína, Bolívia, Brazília és Chile, Európa déli és nyugati országai, a Szahara északnyugati része, Ázsiában a Törökország és Izrael közé eső térség, valamint Új-Zéland.

## Alfaja
- Carpobrotus edulis subsp. parviflorus Wisura & Glen

## Megjelenése
Szárazságtűrő, pozsgás növény, amely sűrűn nőve talajtakarót alkot. A nagy, 64-152 milliméter átmérőjű virágai lehetnek sárgák vagy világos rózsaszínűek. A levele enyhén hajlott, a hegye felé a szélei fűrészesek.

## Képek

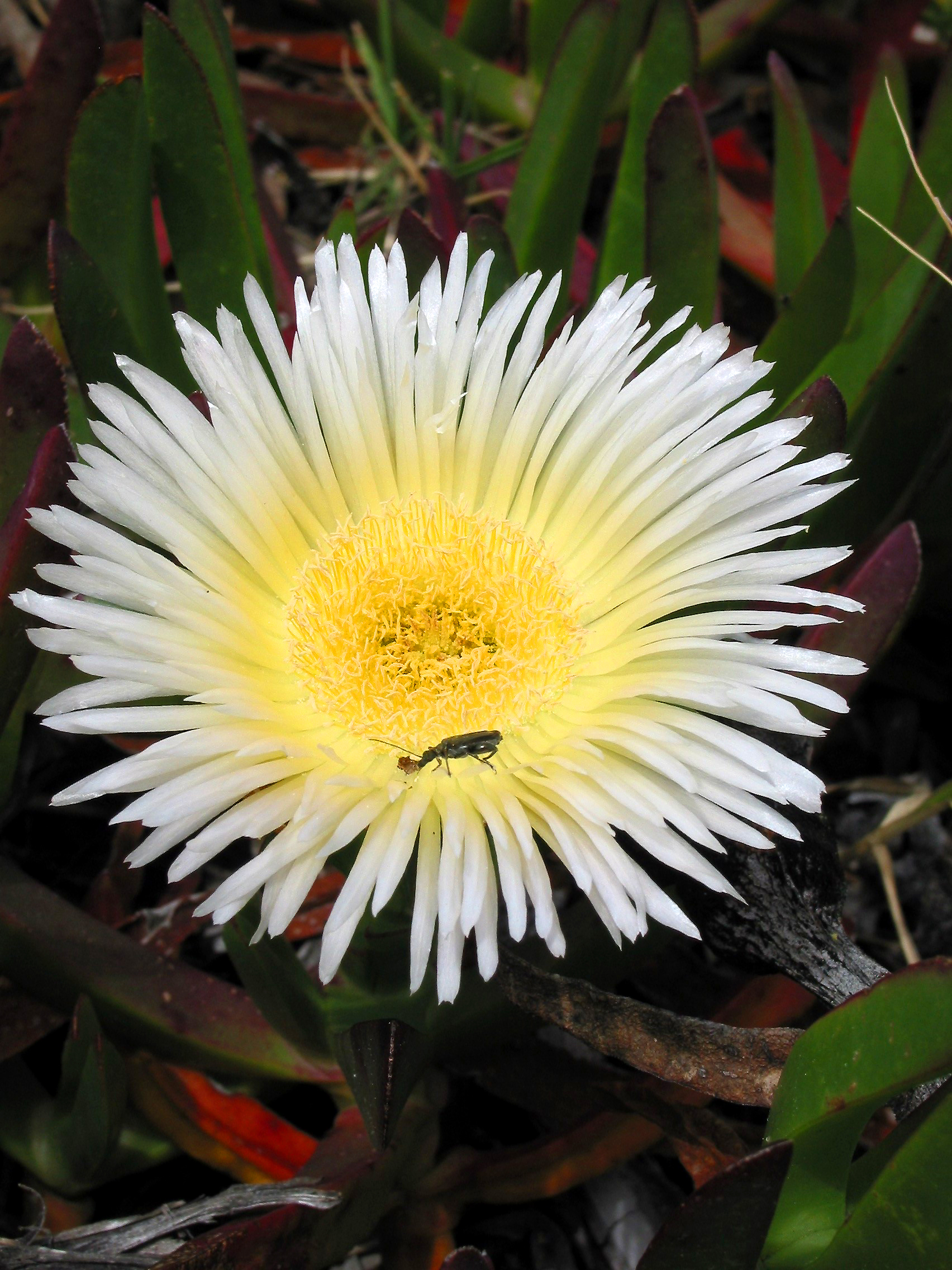
Virágai
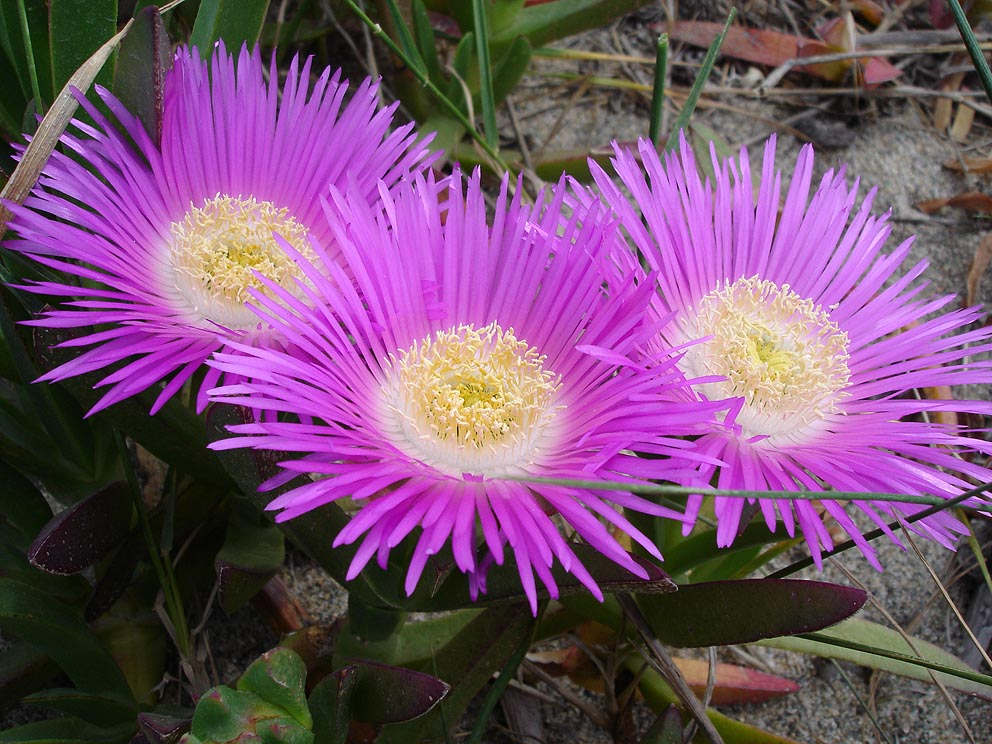
két színben
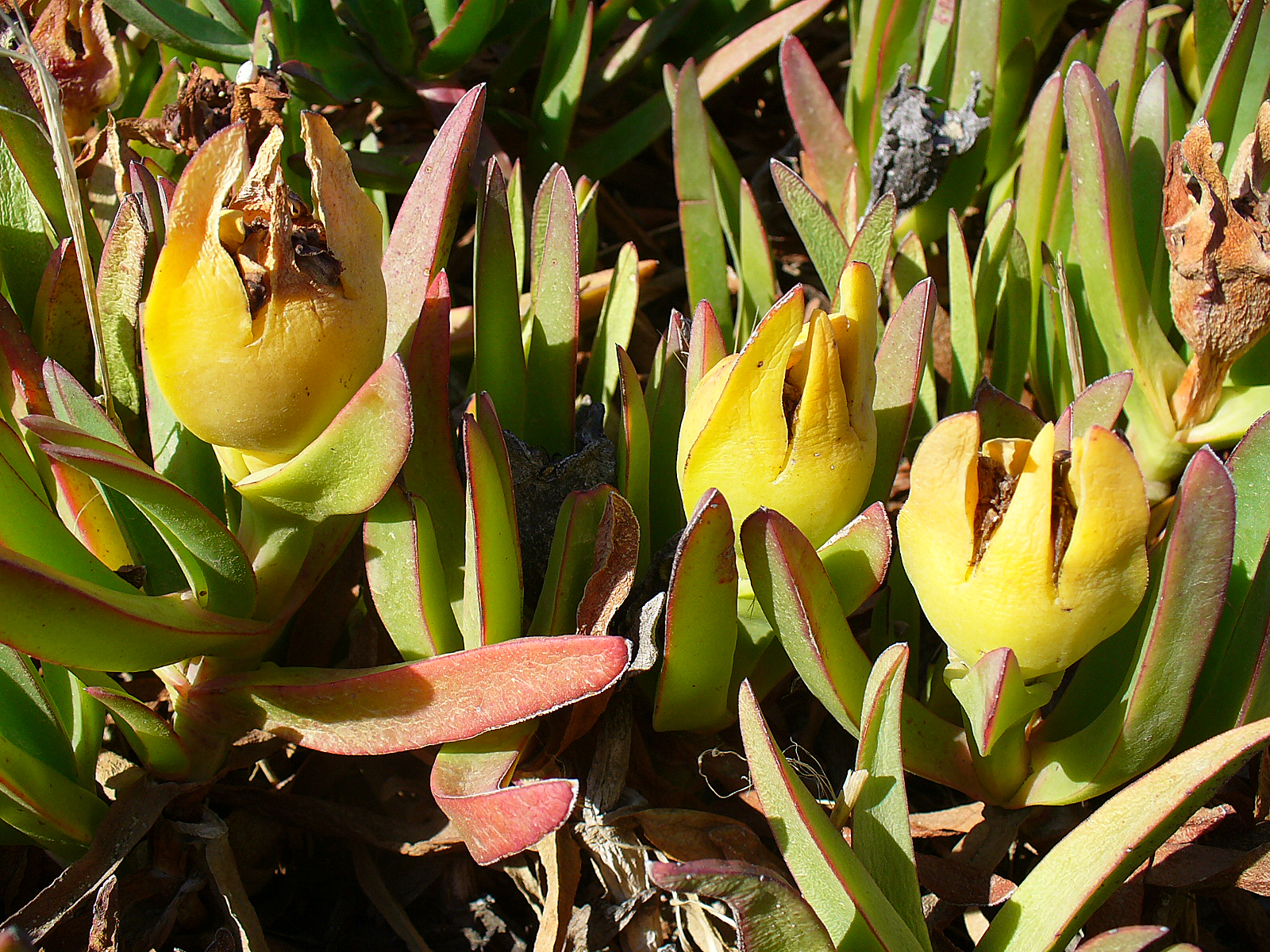
Termései
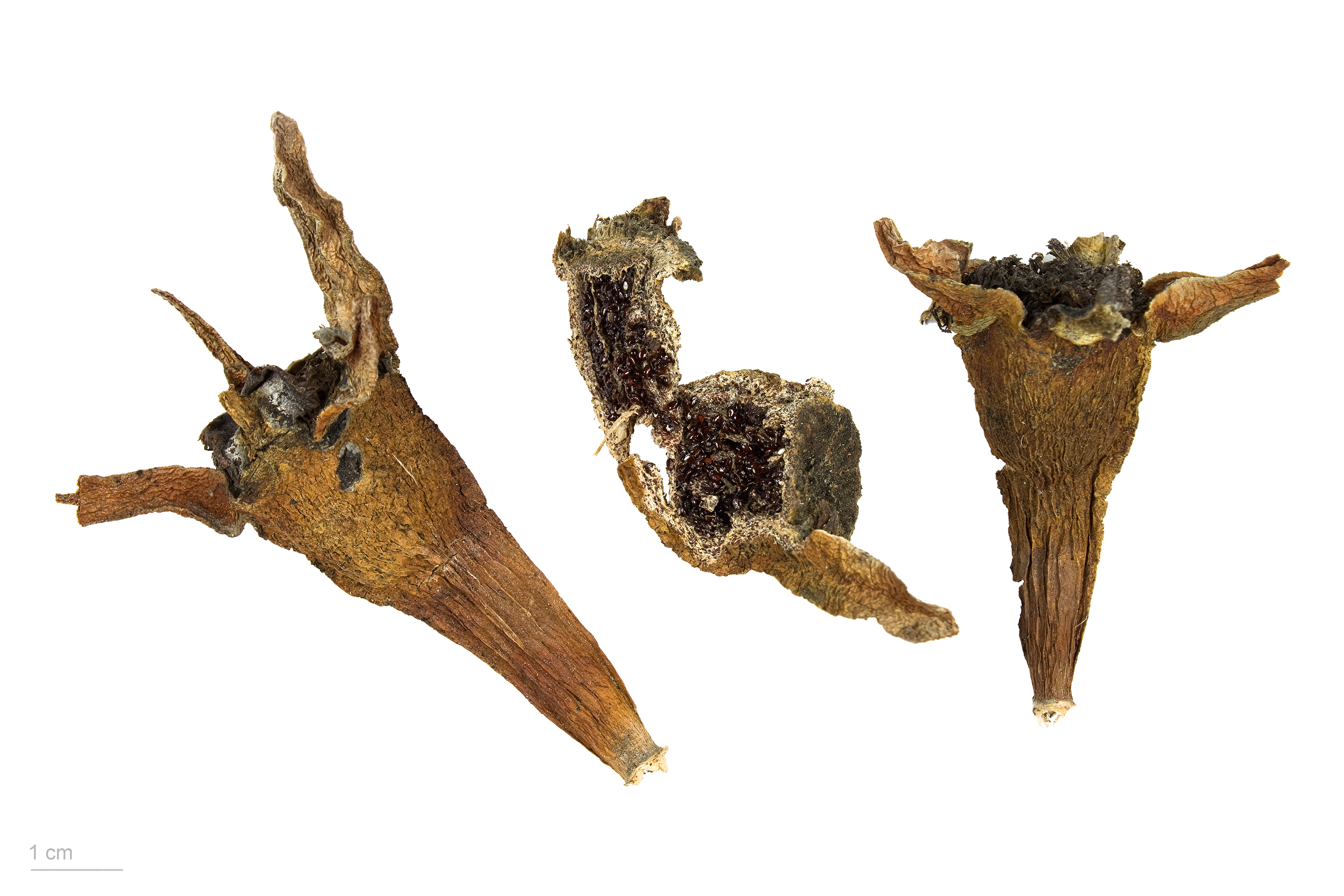
és magvai
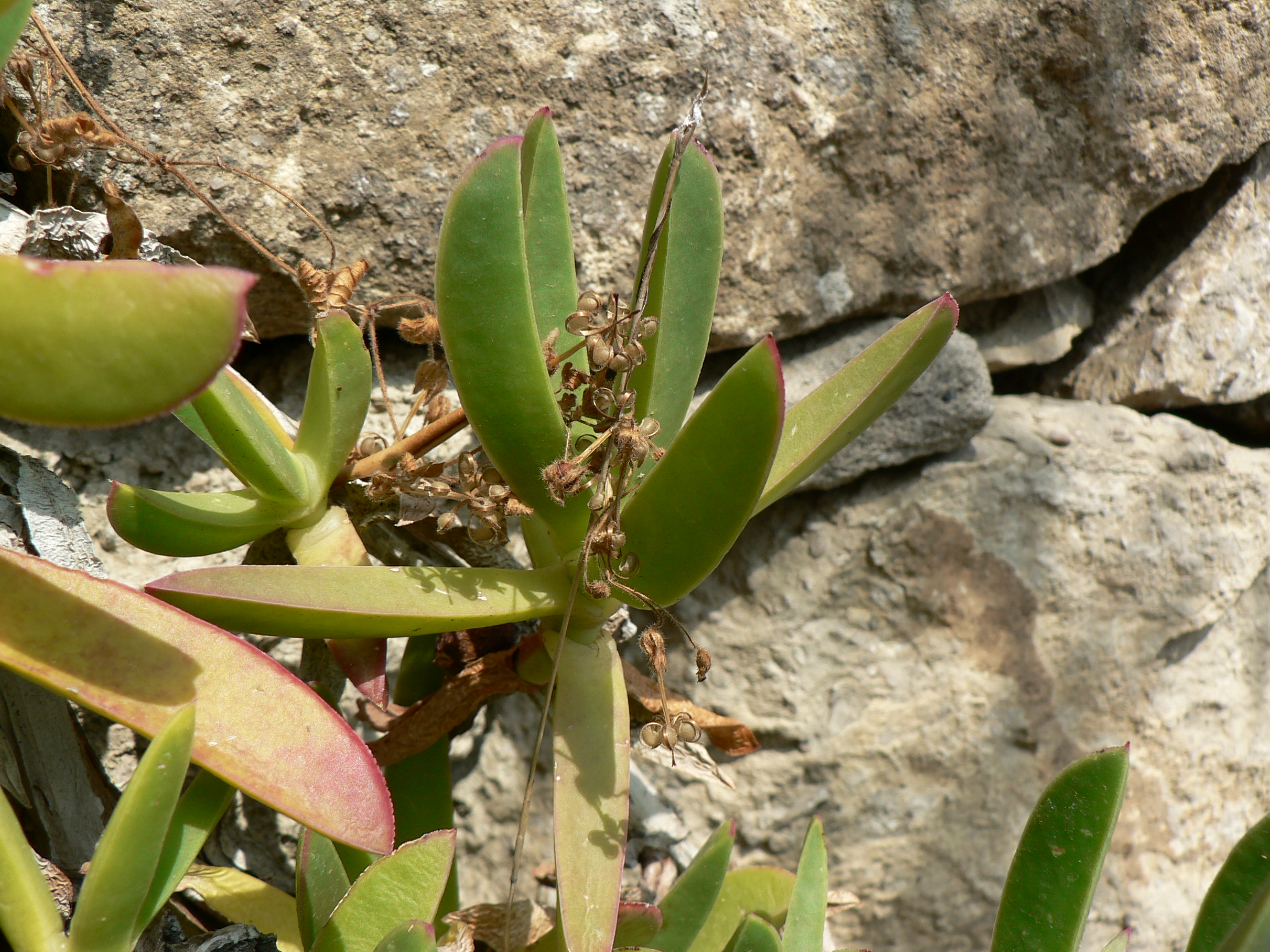
Levelei

### Fordítás
- Ez a szócikk részben vagy egészben  a   Carpobrotus edulis című angol Wikipédia-szócikk ezen változatának fordításán alapul.  Az eredeti cikk szerkesztőit annak laptörténete sorolja fel. Ez a jelzés csupán a megfogalmazás eredetét és a szerzői jogokat jelzi, nem szolgál a cikkben szereplő információk forrásmegjelöléseként.